# Renata Mauro
Renata Mauro, geboren als Renata Maraolo, (Milaan, 16 mei 1935 - Biella, 28 maart 2009) was een Italiaans actrice en presentatrice. Einde jaren 1950 en in de eerste helft van de jaren 1960 speelde zij mee in diverse Italiaanse films en was zij te zien op de Italiaanse televisie. Zij was presentatrice van Festival van San Remo 1967. Nadien trok zij zich terug uit de showbiz.

## Filmografie
- Come te movi, te fulmino! (1958), regie van Mario Mattoli
- La maja desnuda  (1958), regie van Henry Koster
- Il relitto (1961), regie van Mihalis Kakogiannis
- Il giorno più corto (1962), regie van Sergio Corbucci.

## Referentie
Dit artikel of een eerdere versie ervan is een (gedeeltelijke) vertaling van het artikel Renata Mauro op de Italiaanstalige Wikipedia, dat onder de licentie Creative Commons Naamsvermelding/Gelijk delen valt. Zie de bewerkingsgeschiedenis aldaar.